# Лижні перегони на зимових Олімпійських іграх 2018 — естафета 4×10 км (чоловіки)
Змагання з лижних перегонів в естафеті 4×10 км серед чоловіків на зимових Олімпійських іграх 2018 пройшли 18 лютого в Центрі лижних перегонів і біатлону «Альпензія».

## Розклад
Час UTC+9
| Дата      | Час   | Подія |
| --------- | ----- | ----- |
| 18 лютого | 15:15 | Фінал |

## Результати
Перегони розпочались о 15:15 за місцевим часом (UTC+9).
| Місце | Номер | Країна                                                                                                 | Час                                       | Відставання |
| ----- | ----- | --- | ----------------------------------------- | ----------- |
| 1     | 1     | Норвегія · Дідрік Тенсет · Мартін Йонсруд Сунбю · Сімен Гегстад Крюгер · Йоганнес Гесфлот Клебо        | 1:33:04.9 24:59.1 24:51.8 21:19.7 21:54.3 | –           |
| 2     | 2     | Спортсмени-олімпійці з Росії · Андрій Ларьков · Олександр Большунов · Олексій Червоткін · Денис Спіцов | 1:33:14.3 24:42.1 24:36.7 22:08.0 21:47.5 | +9.4        |
| 3     | 7     | Франція · Жан-Марк Гаяр · Моріс Маніфіка · Клеман Парісс · Адріан Бакшайдер                            | 1:33:41.8 24:51.7 24:55.1 21:24.2 22:30.8 | +36.9       |
| 4     | 5     | Фінляндія · Пертту Хівярінен · Ійво Нісканен · Матті Хейккінен · Ларі Лехтонен                         | 1:34:45.4 25:42.9 24:29.8 21:56.5 22:36.2 | +1:40.5     |
| 5     | 3     | Швеція · Єнс Бурман · Данієль Рікардссон · Маркус Гельнер · Калле Гальварссон                          | 1:35:10.5 25:17.8 25:57.0 21:53.3 22:02.4 | +2:05.6     |
| 6     | 6     | Німеччина · Андреас Кац · Томас Бінг · Лукас Бегль · Йонас Доблер                                      | 1:35:13.1 25:55.5 25:17.2 21:56.6 22:03.8 | +2:08.2     |
| 7     | 8     | Італія · Майкол Растеллі · Франческо Де Фабіані · Джандоменіко Сальвадорі · Федеріко Пеллегріно        | 1:35:40.1 24:50.9 24:52.4 22:39.1 23:17.7 | +2:35.2     |
| 8     | 9     | Казахстан · Олексій Полторанін · Євген Величко · Віталій Пухкало · Денис Волотка                       | 1:36:36.3 24:40.9 25:29.1 23:10.3 23:16.0 | +3:31.4     |
| 9     | 12    | Канада · Лен Вяльяс · Грем Кіллік · Расселл Кеннеді · Кнуте Йонсгор                                    | 1:36:45.9 25:56.3 25:15.9 22:06.7 23:27.0 | +3:41.0     |
| 10    | 11    | Чехія · Алеш Разим · Мартін Якш · Петр Кноп · Міхал Новак                                              | 1:37:23.0 25:55.9 25:22.0 22:33.5 23:31.6 | +4:18.1     |
| 11    | 4     | Швейцарія · Йонас Бауманн · Даріо Колонья · Тоні Ліверс · Роман Фюргер                                 | 1:38:01.4 26:43.7 24:55.6 23:08.9 23:13.2 | +4:56.5     |
| 12    | 13    | Естонія · Андрес Веерпалу · Алго Кярп · Карел Тамм'ярв · Райдо Рянкель                                 | 1:38:21.7 26:17.7 26:28.8 22:06.5 23:28.7 | +5:16.8     |
| 13    | 14    | Австрія · Домінік Балдоф · Макс Гауке · Бернгард Трітшер · Луїс Штадлобер                              | 1:39:12.9 26:09.4 26:22.2 22:40.8 24:00.5 | +6:08.0     |
| 14    | 10    | США · Ендрю Ньюелл · Ріс Ганнеман · Скотт Паттерсон · Ноа Гоффман                                      | 1:42:29.1 26:09.7 28:17.7 22:58.8 25:02.9 | +9:24.2     |